# Paccius mucronatus
Paccius mucronatus is een spinnensoort uit de familie van de Trachelidae.
De wetenschappelijke naam van de soort werd in 1898 gepubliceerd door Eugène Simon.